# Janusz Grabowski (matematyk)
Janusz Roman Grabowski (ur. 30 kwietnia 1955 w Stalowej Woli) – polski matematyk, specjalista w zakresie geometrii różniczkowej oraz metod matematycznych fizyki klasycznej i kwantowej.

## Kariera naukowa
Absolwent II LO im. Stefana Żeromskiego w Tomaszowie Mazowieckim. Finalista Olimpiady Matematycznej (1972,1973) i laureat Olimpiady Fizycznej (1973). W roku 1978 ukończył studia na Wydziale Matematyki Informatyki i Mechaniki Uniwersytetu Warszawskiego uzyskując nagrodę PTM im. Marcinkiewicza pierwszego stopnia za najlepszą pracę magisterską, po czym podjął pracę na Uniwersytecie Warszawskim. 
Prowadził wykłady z Analizy Matematycznej I i II, Analizy Funkcjonalnej, Teorii Grup i Algebr Liego, Geometrii Różniczkowej, Mechaniki itd. W 1982 obronił doktorat z matematyki na podstawie pracy „Algebry Liego pól wektorowych na rozmaitościach” pod kierunkiem prof. Wojciecha Wojtyńskiego. Praca doktorska uzyskała nagrodę Ministerstwa Nauki i Szkolnictwa Wyższego. W roku 1993 uzyskał stopień doktora habilitowanego na podstawie pracy pod tytułem „Grupy dyfeomorfizmów i nieskończenie wymiarowe algebry Liego nad rozmaitościami różniczkowymi”. 
W roku 2001, po uzyskaniu tytułu profesora, podjął pracę w Instytucie Matematycznym Polskiej Akademii Nauk na stanowisku profesora zwyczajnego. Jest kierownikiem Zakładu Fizyki Matematycznej i Geometrii Różniczkowej i członkiem Rady Naukowej Instytutu.
W latach 2006–2009 pełnił funkcję sekretarza naukowego Centrum Banacha. W latach 2009–2012 pracował także w Uniwersytecie im. Kardynała Stanisława Wyszyńskiego w Warszawie. 
W latach 1988 i 1989 był stypendystą Fundacji im. Humboldta. Po przemianach politycznych w Polsce w roku 1989 nawiązał szeroką współpracę międzynarodową. Był profesorem wizytującym w Instytucie Erwina Schroedingera w Wiedniu, na Uniwersytecie w Neapolu, Uniwersytecie w Luksemburgu oraz kilku instytucjach naukowych w Hiszpanii, między innymi na Uniwersytecie Karola III i CSIC w Madrycie. Wielokrotnie pełnił funkcję eksperta, członka, a przez kilka lat przewodniczącego matematycznego panelu przyznającego prestiżowe granty European Research Council. Jest promotorem czterech rozpraw doktorskich.

## Praca naukowa
Uważany za jednego z najwybitniejszych polskich matematyków przełomu XX i XXI wieku, Janusz Grabowski opublikował ponad 140 prac naukowych w wybitnych i bardzo dobrych czasopismach o międzynarodowym zasięgu, mających łącznie ponad 2 tysiące cytowań według prestiżowej bazy Web of Knowledge. Do jego najważniejszych rezultatów naukowych należą:
1. Fundamentalne rezultaty dotyczące algebr Liego pól wektorowych na rozmaitościach[4][5][6][7]
2. Nowe podejście do podwójnych wiązek wektorowych, znacznie upraszczające teorię[8][9].
3. Wprowadzenie koncepcji wiązki gradowanej i struktury jednorodności wraz z zastosowaniami[10][11][12][13][14].
4. Zdefiniowanie pojęcia ogólnego algebroidu(inne języki) oraz zastosowanie tego pojęcia do opisu analitycznej mechaniki klasycznej układów z symetrią i więzami, także nieholonomicznymi[15][16][17][18].
5. Wkład w rozwój teorii układów Liego[19][20][21][22]
6. Istotne rezultaty w teorii struktur Poissona i Jacobiego[23][24][25][26][27][28][29].
7. Geometria układów kwantowych[30][31]
8. Wprowadzenie pojęcia {\displaystyle \mathbb {Z} _{2}^{n}}-superrozmaitości(inne języki) oraz udowodnienie fundamentalnych twierdzeń dotyczących ich struktury[32][33].
9. Ważne wyniki w geometrii informacyjnej i zastosowanie metod geometrii różniczkowej do badania zjawisk z zakresu teorii informacji kwantowej i splątania[34][35][36][37][38].
10. Nowe podejście do geometrii kontaktowej(inne języki) z zastosowaniami do mechaniki analitycznej[39][40][41][42]